# Maria Teresa da Áustria (1767–1827)
Maria Teresa Josefa Carlota Joana da Áustria (Florença; 14 de janeiro de 1767 — Leipzig, 7 de novembro de 1827), foi arquiduquesa da Áustria e princesa da Toscana por nascimento. Como a segunda esposa do rei Antônio da Saxônia, foi rainha consorte da Saxônia.

## Início de Vida

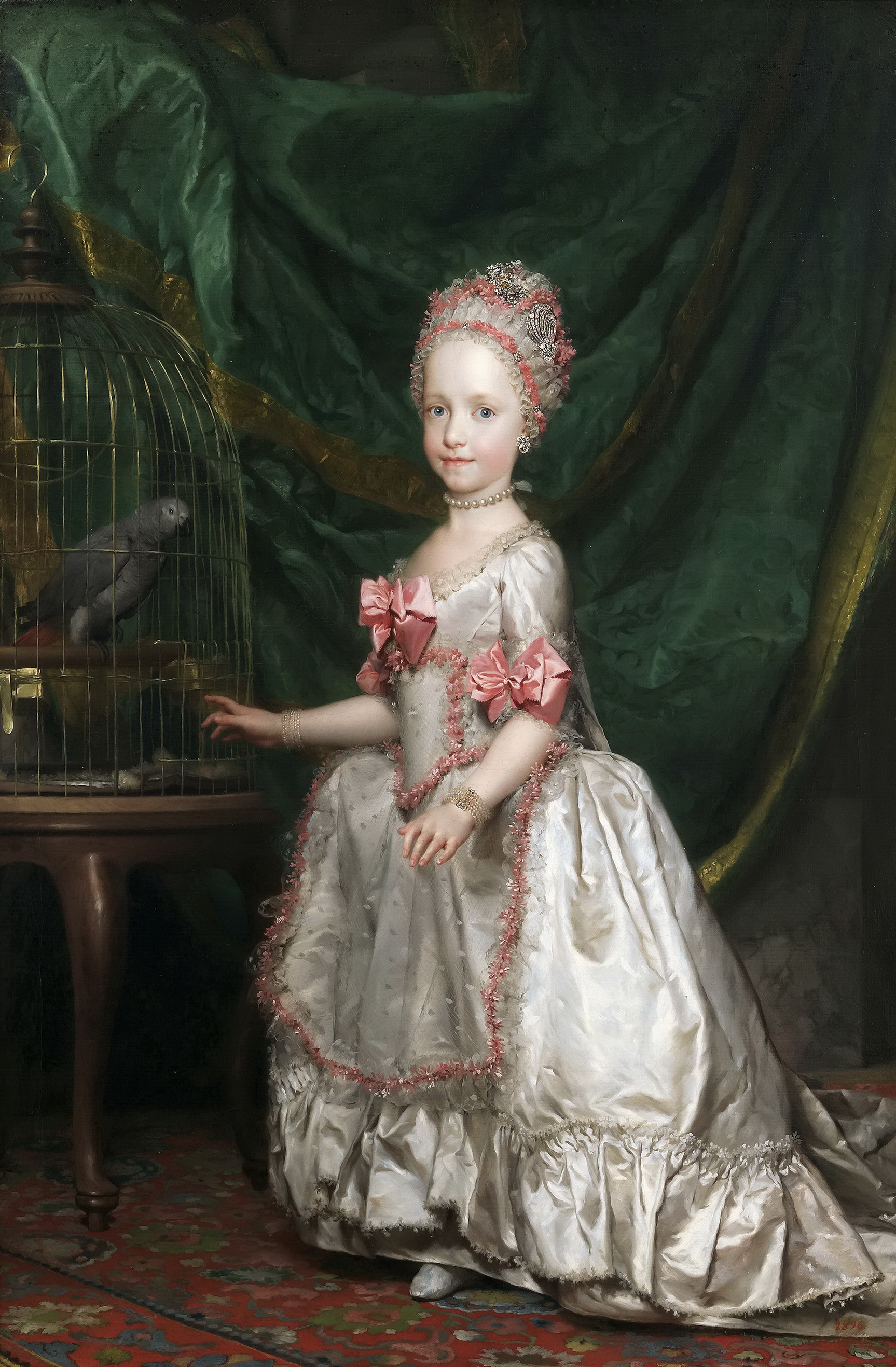
Maria Teresa em 1771, por Anton Raphael Mengs.

Maria Teresa nasceu em Florença, na Itália, sendo a filha mais velha do grão-duque Pedro Leopoldo da Toscana que se viria a tornar Imperador Romano-Germânico Leopoldo II, e da sua esposa, a princesa Maria Luísa da Espanha. Tal como todas as filhas mais velhas da família Habsburgo, recebeu o nome da sua avó paterna, a imperatriz Maria Teresa da Áustria.
Maria Teresa e seus irmãos tiveram uma educação um pouco diferente do que era habitual para as crianças reais na época: eles eram criados por seus pais em vez de um séquito de criados, eram em grande parte mantidos à parte da corte cerimonial e eram ensinados a viver simplesmente e modestamente.

## Casamento
A 8 de Setembro de 1787, Maria Teresa casou-se por procuração com o futuro rei Antônio da Saxônia. O casal voltou a proferir os seus votos, na presença um do outro, em Dresden, a 18 de Outubro de 1787. Antônio já tinha sido casado anteriormente com a princesa Maria Carolina de Saboia que tinha morrido de varíola em 1782. Inicialmente, era esperado que a ópera de Mozart Don Giovanni fosse apresentada em honra de Maria Teresa e António quando o casal visitou Praga a 14 de outubro de 1787, quando viajavam de Dresden para Viena. Chegaram mesmo a ser impressos librettos em sua honra.
No entanto, não foi possível concluir os preparativos da ópera a tempo, por isso esta foi substituída por "As Bodas de Fígaro", por ordem expressa do tio da noiva, o sacro-imperador José II. Muitos espectadores consideraram a escolha de "As Bodas de Fígaro" pouco apropriada para uma jovem noiva e o casal saiu do teatro cedo, antes do final do espetáculo. Mozart queixou-se das intrigas criadas à volta deste acontecimento numa carta dirigida ao seu amigo Gottfried von Jacquin, escrita em várias fases entre 15 e 25 de outubro de 1787. Antônio também se encontrava em Praga em setembro de 1791, quando estreou uma outra ópera de Mozart La Clemenza di Tito, escrita para as cerimônias de coroação do seu sogro, o sacro-imperador Leopoldo II, como Rei da Boêmia.
Maria Teresa foi descrita como um personagem simples e caseiro dedicado a uma vida familiar privada, e ela teria ficado aliviada ao se casar com um marido que, no momento do casamento, não deveria ter sucesso em um trono. Seus quatro filhos morreram quando bebês. No entanto, com a morte de sua prima e cunhada, Princesa Carolina de Parma, ela e sua outra cunhada, Amália de Zweibrücken-Birkenfeld, dividiram a responsabilidade de criar os filhos de Carolina, algo que dizem que elas fizeram muito estritamente.

## Morte
Maria Teresa ajudou seu pai, então Imperador do Sacro Império Romano-Germânico, a organizar o encontro entre a Áustria, a Prússia e os emigrados franceses na Saxônia, o que resultou na Declaração de Pillnitz em 25 de agosto de 1791.

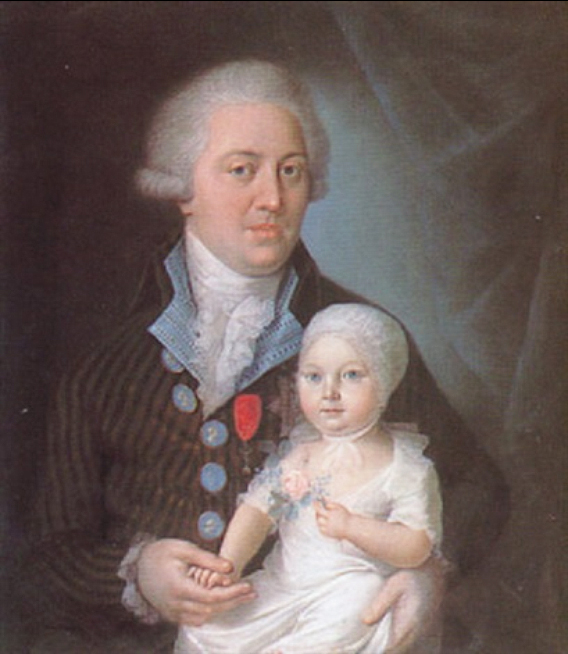
Retrato de Antônio com sua filha mais velha, Maria Luísa.

Em 1806, ela e sua família fugiram Saxônia para Praga durante a guerra contra Napoleão Bonaparte. Eles puderam retornar em 1813. Ela foi capaz de desfrutar do título de rainha da Saxônia durante apenas alguns meses após a morte do seu cunhado, o rei Frederico Augusto I, em Maio de 1827. A aliança de Frederico com Napoleão fez com que a Saxônia perdesse grande parte do seu território no final das Invasões Napoleónicas.
Maria Teresa morreu em Leipzig em 1827.

## Descendência
Maria Teresa e Antônio tiveram quatro filhos, mas nenhum sobreviveu aos dois anos de vida:
1. Maria Luísa da Saxônia (14 de março de 1795 - 25 de abril de 1796)
2. Frederico Augusto da Saxônia (nascido e morto a 5 de abril de 1796)
3. Maria Joana da Saxônia (5 de abril de 1798 - 30 de outubro de 1799)
4. Maria Teresa da Saxônia (nascida e morta a 15 de outubro de 1799)

## Genealogia
| Maria Teresa da Áustria | Pai: Leopoldo II do Sacro Império Romano-Germânico | Avô paterno: Francisco I do Sacro Império Romano-Germânico | Bisavô paterno: Leopoldo, Duque de Lorena                   |
| Maria Teresa da Áustria | Pai: Leopoldo II do Sacro Império Romano-Germânico | Avô paterno: Francisco I do Sacro Império Romano-Germânico | Bisavó paterna: Isabel Carlota de Orleães                   |
| Maria Teresa da Áustria | Pai: Leopoldo II do Sacro Império Romano-Germânico | Avó paterna: Maria Teresa da Áustria                       | Bisavô paterno: Carlos VI do Sacro Império Romano-Germânico |
| Maria Teresa da Áustria | Pai: Leopoldo II do Sacro Império Romano-Germânico | Avó paterna: Maria Teresa da Áustria                       | Bisavó paterna: Isabel Cristina de Brunsvique-Volfembutel   |
| Maria Teresa da Áustria | Mãe: Maria Luísa da Espanha                        | Avô materno: Carlos III de Espanha                         | Bisavô materno: Filipe V de Espanha                         |
| Maria Teresa da Áustria | Mãe: Maria Luísa da Espanha                        | Avô materno: Carlos III de Espanha                         | Bisavó materna: Isabel Farnésio                             |
| Maria Teresa da Áustria | Mãe: Maria Luísa da Espanha                        | Avó materna: Maria Amália da Saxônia                       | Bisavô materno: Augusto III da Polônia                      |
| Maria Teresa da Áustria | Mãe: Maria Luísa da Espanha                        | Avó materna: Maria Amália da Saxônia                       | Bisavó materna: Maria Josefa da Áustria                     |

### Nota
- Este artigo foi inicialmente traduzido, total ou parcialmente, do artigo da Wikipédia em inglês cujo título é «Maria Theresa of Austria (1767–1827)», especificamente desta versão.